# (37831) 1998 BH36
(37831) 1998 BH36 est un astéroïde de la ceinture principale d'astéroïdes découvert en 1998.

## Description
(37831) 1998 BH36 a été découvert le 27 janvier 1998 à l'observatoire royal de Belgique, situé à Uccle (Belgique), par Eric Walter Elst.

### Caractéristiques orbitales
L'orbite de cet astéroïde est caractérisée par un demi-grand axe de 2,25 ua, un périhélie de 1,99 ua, une excentricité de 0,11 et une inclinaison de 8,90° par rapport à l'écliptique. Du fait de ces caractéristiques, à savoir un demi-grand axe compris entre 2 et 3,2 ua et un périhélie supérieur à 1,666 ua, il est classé, selon la JPL Small-Body Database, comme objet de la ceinture principale d'astéroïdes.

### Caractéristiques physiques
(37831) 1998 BH36 a une magnitude absolue (H) de 14,8 et un albédo estimé à 0,288.